# Geghard
Il monastero di  Geghard (in armeno Գեղարդ? che significa "lancia")  è un monastero nell'omonimo comune nella provincia di Kotayk', in Armenia. Esso è parzialmente scolpito nella roccia di una montagna adiacente. Nel 2000 è entrato a far parte della lista dei Patrimoni dell'umanità dell'UNESCO.

Benché la cappella principale sia stata costruita nel 1215, il monastero venne fondato nel IV secolo da San Gregorio Illuminatore nel luogo di una sorgente sacra all'interno di una grotta. Per questa ragione il nome originale del monastero fu quello di Ayrivank, che significa "il monastero della grotta". Il nome comunemente usato oggi, Geghard, significa "il monastero della lancia", con riferimento alla lancia che ferì Cristo durante la crocifissione, che secondo la leggenda sarebbe stata portata in Armenia dall'apostolo Taddeo e conservata nel monastero insieme a molte altre reliquie. Oggi è esposta nella città di Echmiadzin.
Le guglie rocciose che cingono il monastero fanno parte della gola del fiume Azat, anch'esse incluse nella lista dei Patrimoni dell'umanità insieme al monastero. Alcune delle chiese che fanno parte del complesso del monastero sono interamente scavate nella roccia, altre sono poco più che grotte, altre ancora sono elaborate strutture architettoniche con parti in muratura e parti scavate nella roccia. Nel monastero si trovano inoltre numerosi khachkar, e come risultato si ha uno dei luoghi turistici più visitati di tutta l'Armenia.
Vicino al monastero di Geghard si trova il tempio di Garni, una struttura simile al Partenone che si trova poco più a valle lungo il fiume Azat. Di solito i due luoghi sono inclusi nei viaggi organizzati con l'unico nome di Garni-Geghard.

## Storia
Secondo la tradizione, il monastero venne fondato nel IV secolo da San Gregorio Illuminatore, nel luogo in cui si trova una sorgente all'interno di una grotta, sorgente che in tempi precedenti il Cristianesimo era ritenuta sacra. Il primo monastero venne distrutto dagli Arabi nel IX secolo.
Nulla è rimasto del monastero originale. Secondo gli storici armeni del IV, VIII e X secolo la struttura comprendeva, oltre ad edifici religiosi, anche edifici residenziali e negozi. Ayrivank (questo il nome originale del monastero), venne saccheggiato nel 923 da Nasr, il vice-reggente del califfo in Armenia, che depredò il monastero, compresi manoscritti di inestimabile valore, e lo diede alle fiamme. I terremoti fecero il resto.
Benché ci siano iscrizioni risalenti al 1160, la chiesa principale venne costruita nel 1215 col patrocinio dei fratelli Zagare e Ivane, generali della regina Tamar di Georgia, che riconquistò gran parte dell'Armenia ai Turchi. Il gavit, per metà scavato nella roccia, è antecedente al 1225, e una serie di cappelle scolpite nella roccia sono della metà del XIII secolo, periodo in cui il principe Prosh Khaghbakian, vassallo della famiglia Zakarian e fondatore del principato di Proshian, acquistò il monastero. In breve tempo la gente di Proshian costruì le strutture nelle grotte cui il complesso monastico di Geghard deve la sua fama: la seconda chiesa in caverna, il sepolcro di famiglia degli zhamatun Papak e Ruzukan, una sala per le riunioni e gli studi (crollata nella metà del XX secolo) e numerose celle. La camera a nord-est del gavit divenne la tomba del principe Prosh Khaghbakian nel 1283. La camera adiacente ha, scavati nella roccia, gli stemmi della famiglia Proshian, compresa un'aquila con un agnello fra gli artigli. La stessa famiglia costruì nel corso del XIII secolo un sistema di irrigazione per Geghard. In quegli anni il monastero era anche conosciuto come "il Monastero delle Sette Chiese" e "il Monastero dei Quaranta Altari". Dovunque, intorno al monastero, si possono trovare grotte e khachkar. In seguito il monastero cominciò un lungo declino, la chiesa principale venne usata per dare riparo alle greggi dei nomadi Karapapakh durante l'inverno, fino a che non venne rimesso in sesto da alcuni monaci provenienti dalla città di Echmiadzin dopo la conquista russa. Il sito, che venne restaurato per scopi turistici, ha tuttora una piccola comunità ecclesiastica, ed è meta di pellegrinaggi.
Il monastero divenne famoso a causa delle reliquie che ospitava. La più celebre era la lancia che trafisse Cristo in Croce, che secondo la leggenda venne portata in questo luogo dall'Apostolo Taddeo, anche se la prima volta se ne parla in un documento del 1250. Questo ne ha fatto un importante luogo di pellegrinaggio per i Cristiani di rito Armeno. Nel XII secolo vennero donate al monastero reliquie degli Apostoli Andrea e Giovanni, e pii visitatori fecero numerosi doni di terre, denaro e manoscritti per i successivi secoli. In una delle celle scavate nelle grotte visse, durante il XIII secolo, il noto storico armeno Mkhitar Ayrivanetsi. L'unica di queste reliquie sopravvissuta fino a noi è la leggendaria lancia, la cui asta ha una targa a forma di diamante attaccata alla sua parte terminale. Oggi la lancia è conservata nel museo di Echmiadzin.

## Descrizione

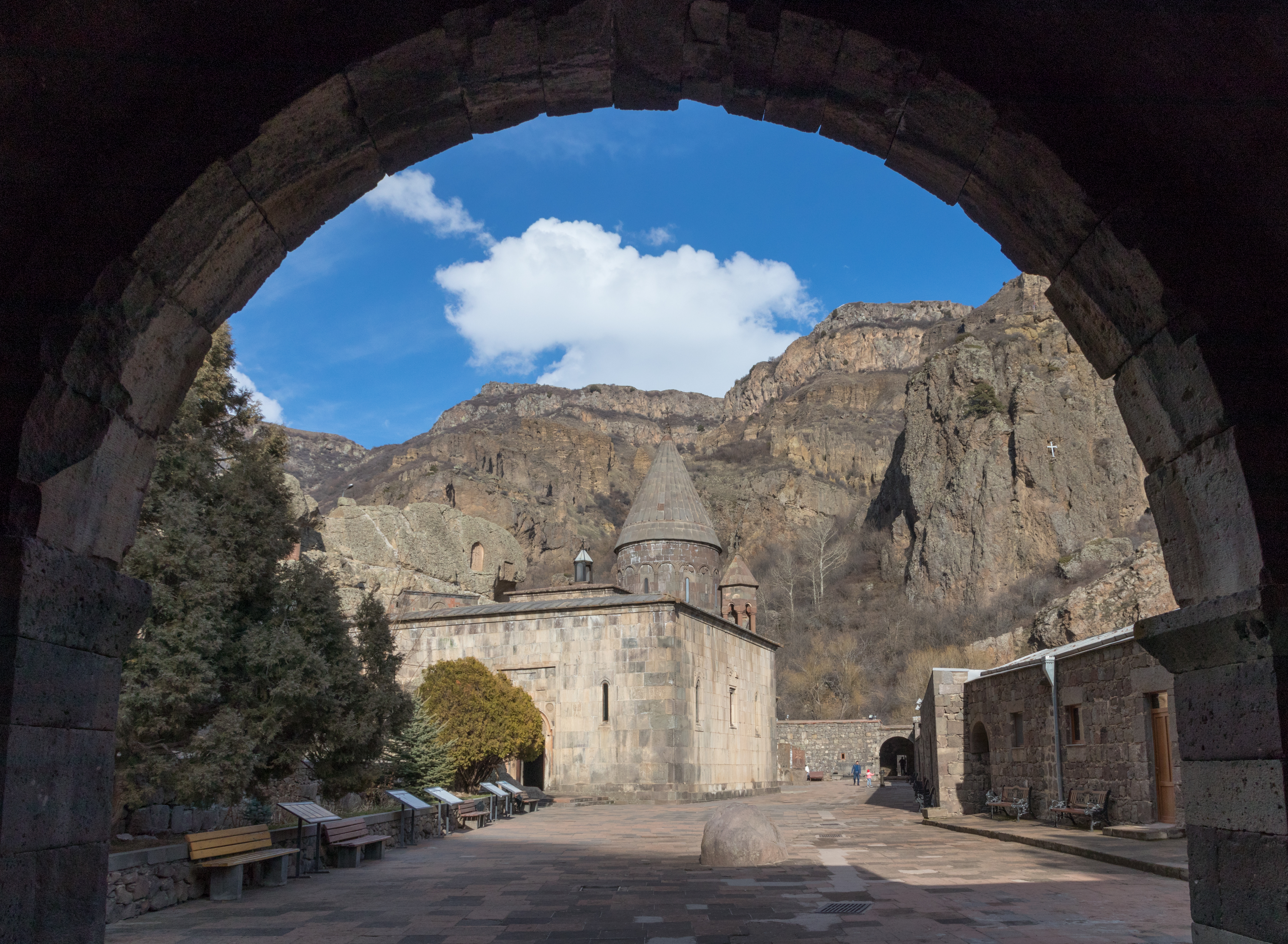
L'entrata al monastero di Geghard

Il complesso monasteriale oggi si trova alla fine della strada lastricata. Vicino all'entrata, sul lato ovest, vi sono piccole grotte, cappelle, sculture e altre piccole costruzioni sul lato della collina. All'interno vi sono dei bastioni del XII e XIII secolo che cingono 3 lati del complesso, protetto sul quarto lato direttamente dalla montagna. Le strutture residenziali a uno e due piani che si trovano sul perimetro del monastero vennero ripetutamente ricostruite, a volte fin dalle fondamenta, come per esempio nel XVII secolo e nel periodo fra il 1968 e il 1971. Oltre 20 strutture, di varie forme e dimensioni, vennero scavate nelle rocce sovrastanti le strutture della grotta principale. Alcune di queste sono piccole cappelle rettangolari con un'abside semicircolare ed un altare. Dovunque sono visibili khachkar intagliati nella roccia e nei muri, o semplicemente eretti nel terreno, in memoria di defunti o di donazioni in favore del monastero.

### Katoghike, la chiesa principale (1215)

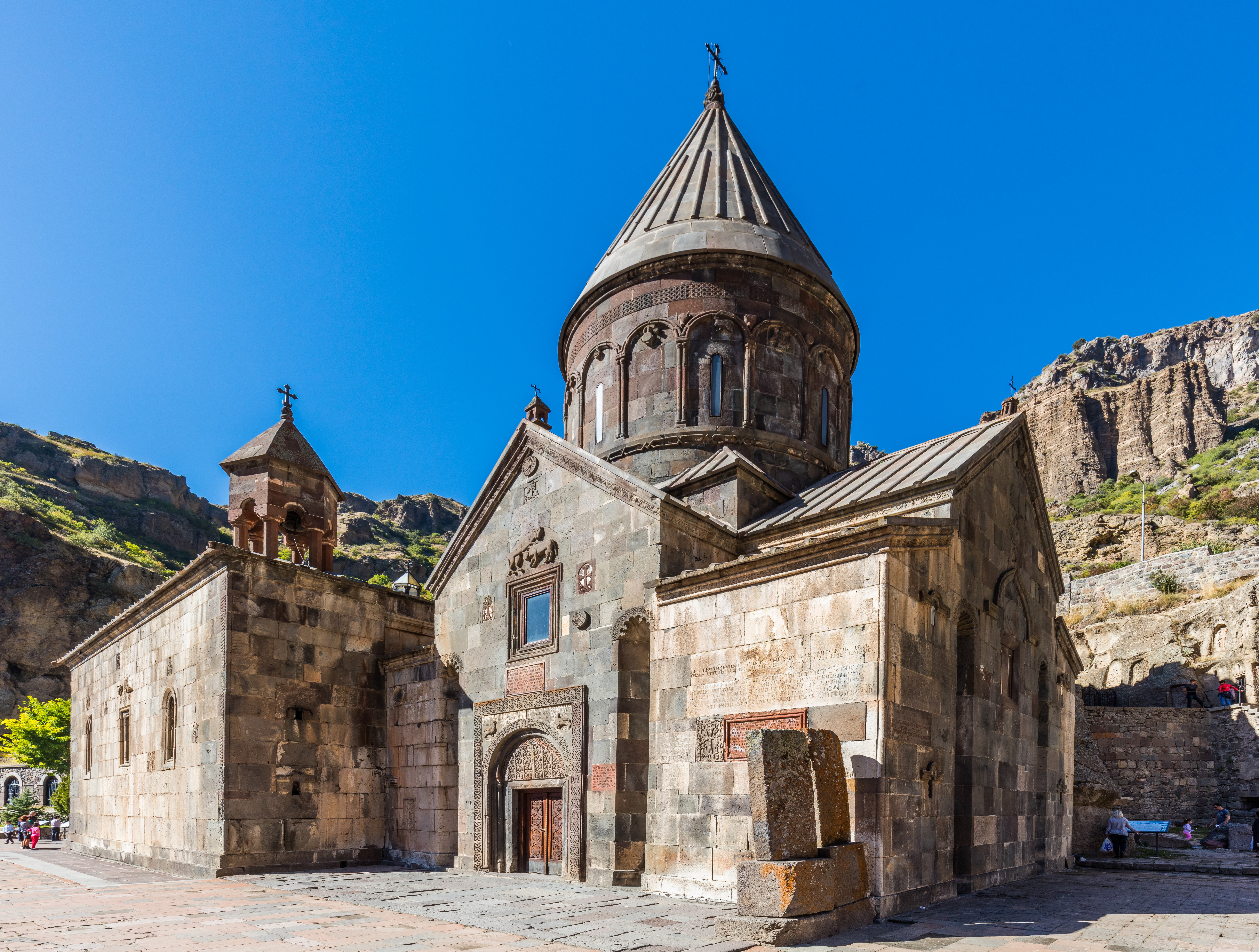
La chiesa principale (Katoghike)

È la chiesa principale del complesso, costruita nel 1215 contro la montagna, con una pianta a croce greca iscritta in un quadrato e coperta da una cupola a base quadrata. Negli angoli vi sono piccole cappelle a due piani con volta a botte. Le mura interne riportano molte iscrizioni che registrano donazioni fatte al monastero. La chiesa fu eretta sotto gli auspici dei fratelli Zakare e Ivane (della famiglia Zakarid-Mkhargrzeli) dopo che i generali della regina Tamar di Georgia ripresero la maggior parte dell'Armenia dai turchi.

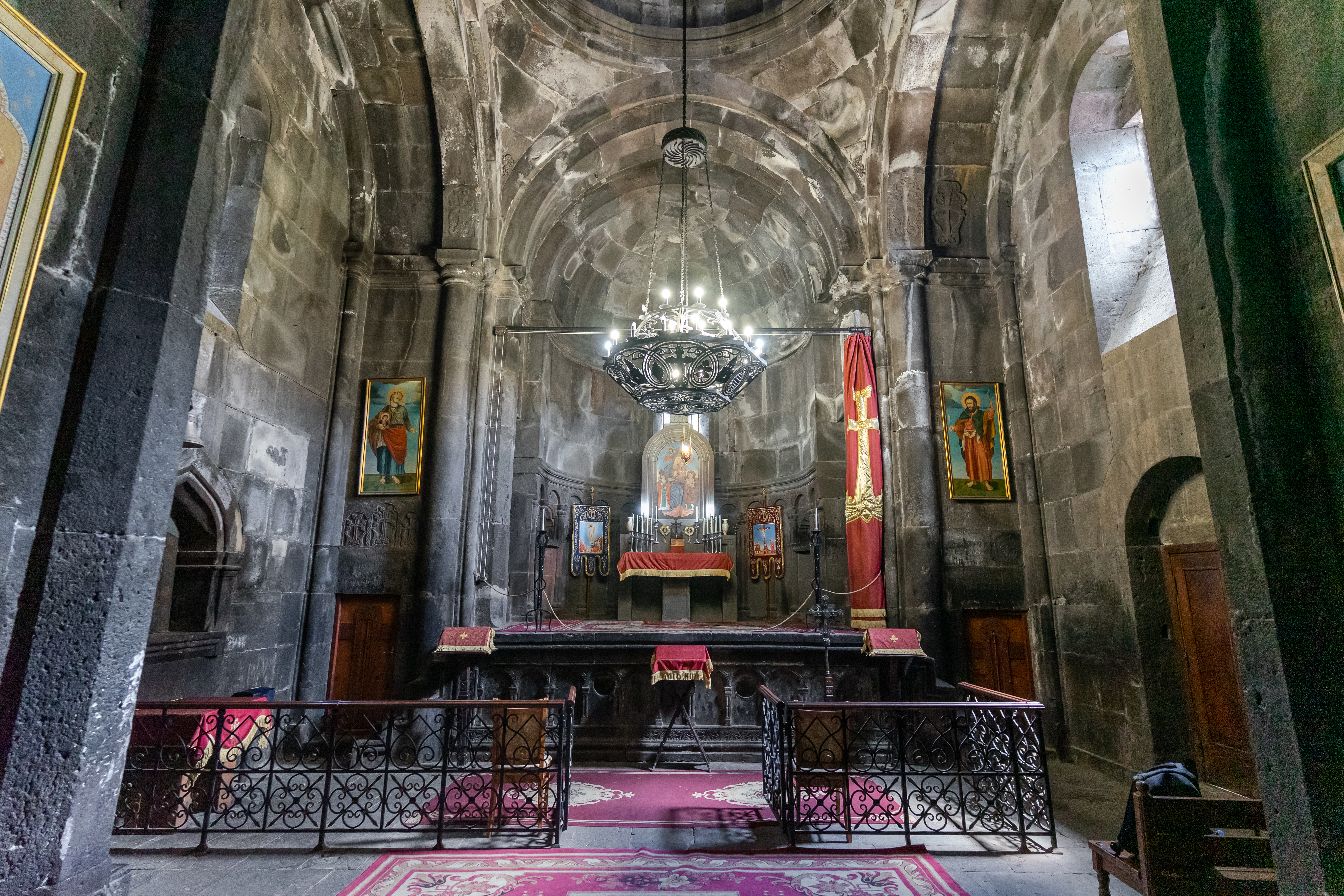
L'interno di "Kathoghike".

La facciata meridionale di Katoghike presenta un portale con splendide sculture. Il timpano è decorato con una rappresentazione di alberi con rami di melograno e grappoli d'uva. Tra l'arco e la cornice esterna si trovano colombe dipinte, le cui teste sono rivolte verso l'asse del portale. Sopra il portale è scolpito un leone che attacca un bue, simbolo del potere del Principe. La parte superiore del tamburo della cupola è decorata con dettagliati bassorilievi di uccelli, maschere umane, teste di animali, piccoli rosoni e vasi.

### La sagrestia, gavit (1215-1225)

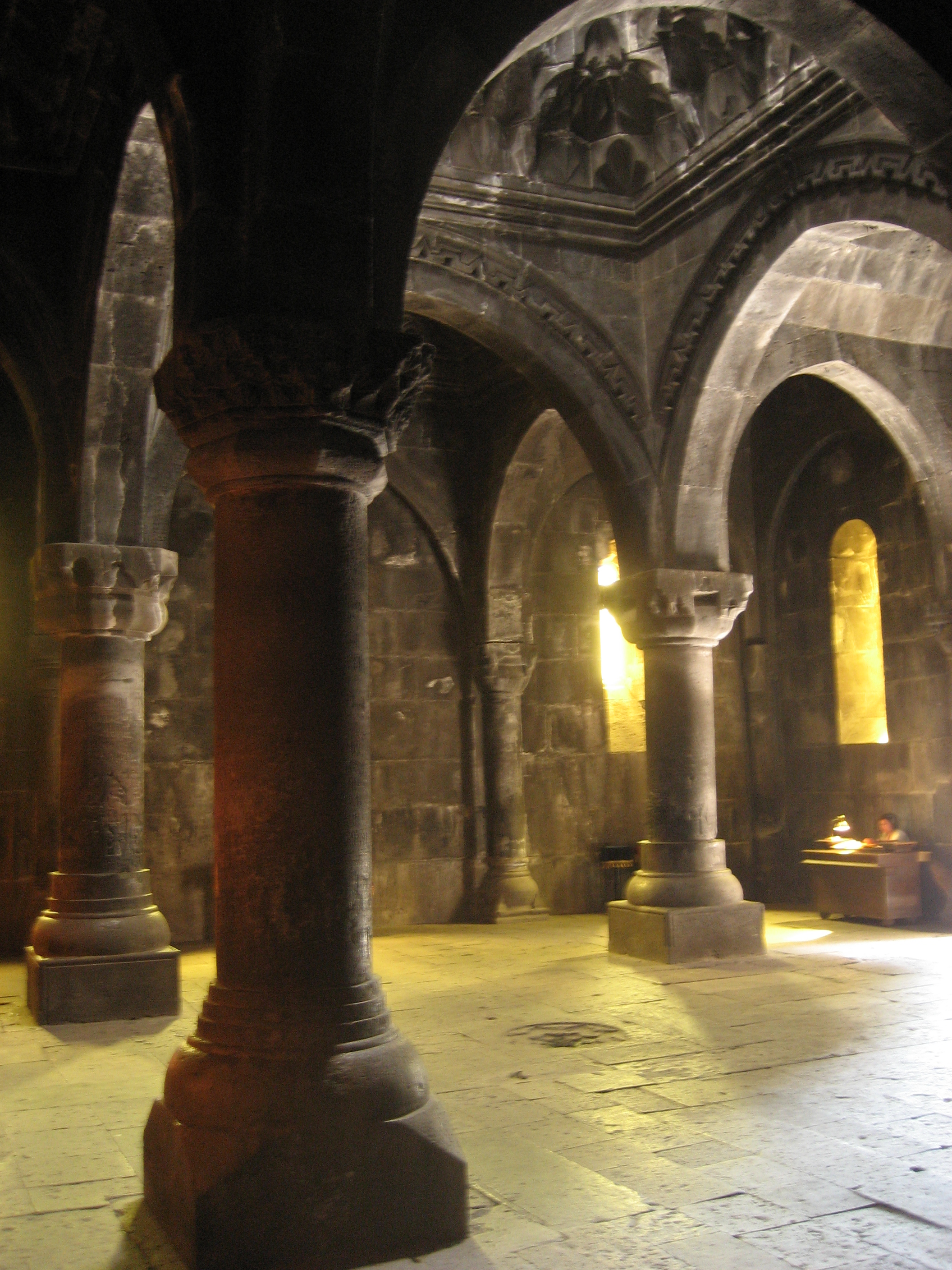
Il gavit di Geghard

A ovest del tempio principale si trova una sagrestia costruita fra il 1215 e il 1225, unita alla chiesa principale. Quattro massicce colonne al centro della sala sostengono un tetto di pietra con un foro centrale che permette l'ingresso della luce. Gli spazi ricavati intorno alle colonne hanno tetti diversi fra loro, mentre lo spazio centrale è sormontato da una cupola con stalattiti, il miglior esempio di questo tipo in Armenia. Si pensa che questo stile di "volta a stalattite" con un foro centrale per la luce naturale sia derivato dalle muqarnas dell'architettura islamica, a partire dall'XI secolo in Armenia. Sono molto simili ai muqarnas del caravanserraglio del sultano selgiuchide Han ad Aksaray (datati al 1229). Il gavit veniva usato per l'insegnamento, per le riunioni e per ricevere i pellegrini e i visitatori.
Il portale occidentale si differenzia dagli altri portali dell'epoca per le fasce delle porte a forma di van, decorate con un pregevole motivo floreale. Gli ornamenti del timpano sono costituiti da grandi fiori con petali di varie forme nei rami intrecciati e foglie oblunghe.

### Chiesa scavata nella roccia (c.1240)

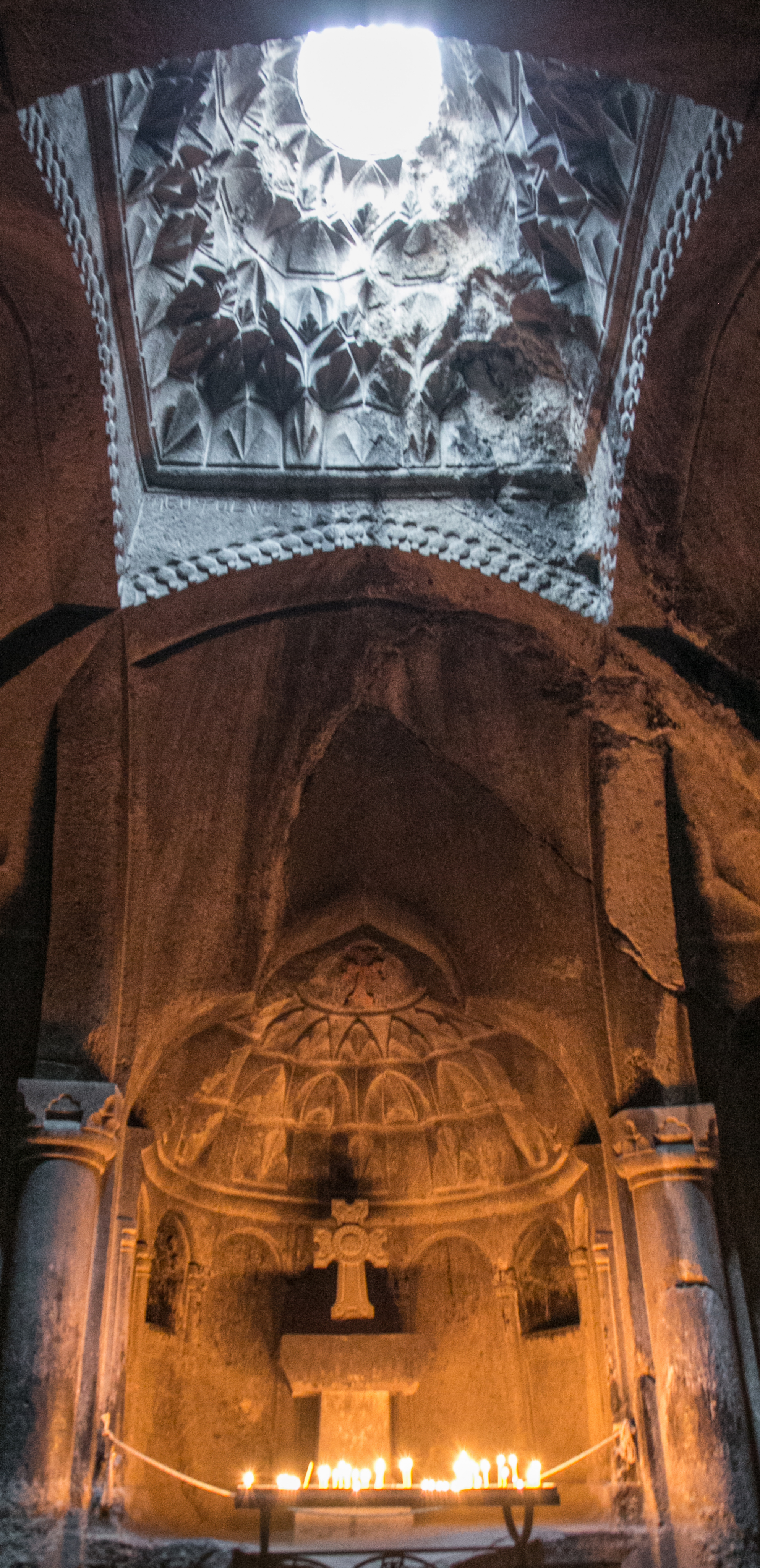
La prima chiesa scavata nella roccia, periodo Zakarid, circa 1240.

Avazan ("bacino"), la prima chiesa situata a ovest della sagrestia, venne scavata nella roccia nel luogo ove si trovava un'antica grotta con una sorgente (luogo di venerazione nei tempi precedenti il Cristianesimo) intorno alla metà del XIII secolo. Essa è completamente scolpita nella roccia e ha una pianta a croce greca. Fu costruita durante il regno di Avag (morto nel 1250), figlio di Ivane e nipote dell'Amirspasalar (comandante in capo) dell'esercito zakaride, soprannominato "Braccio Lungo" (Zakare II Zakarian). [6] Un'iscrizione riporta che venne costruita dall'architetto Galdzak ("Ricorda l'archimandrita Galdzag") che costruì anche una seconda chiesa scavata nella roccia e il Jhamatun in un periodo di circa 40 anni.
La chiesa è formata da un'abside e due profonde nicchie, ed è sormontata da una cupola ad archi incrociati. Come nella sagrestia la superficie della copertura è scolpita con stalattiti, che decorano anche i capitelli delle colonne e il catino absidale.
Nel 1283, probabilmente sempre per merito di Galdzag, vennero eretti i sepolcri dei Proshian e una seconda chiesa scavata nella roccia, con pianta anch'essa a croce, situata ad est di Avazan. Gli angoli sono incurvati, e la copertura a cupola presenta un foro circolare per lasciar passare la luce. Le mura sono decorate con bassorilievi di animali, croci, guerrieri e motivi floreali.
Un altro ambiente, chiamato Jhamatun, è composto da una camera quadrangolare intagliata nella roccia, con bassorilievi profondamente scolpiti nelle mura. Anche qua troviamo bassorilievi con leoni, draghi, aquile e altre figure di uomini e animali.
Nel 1288 venne costruito un secondo Jhamatun ad un livello rialzato, anch'esso scavato nella roccia. In esso sono presenti le tombe dei principi Merik e Grigor. Questo luogo è noto per la sua straordinaria acustica.

### Lo zhamatun principale (1283)

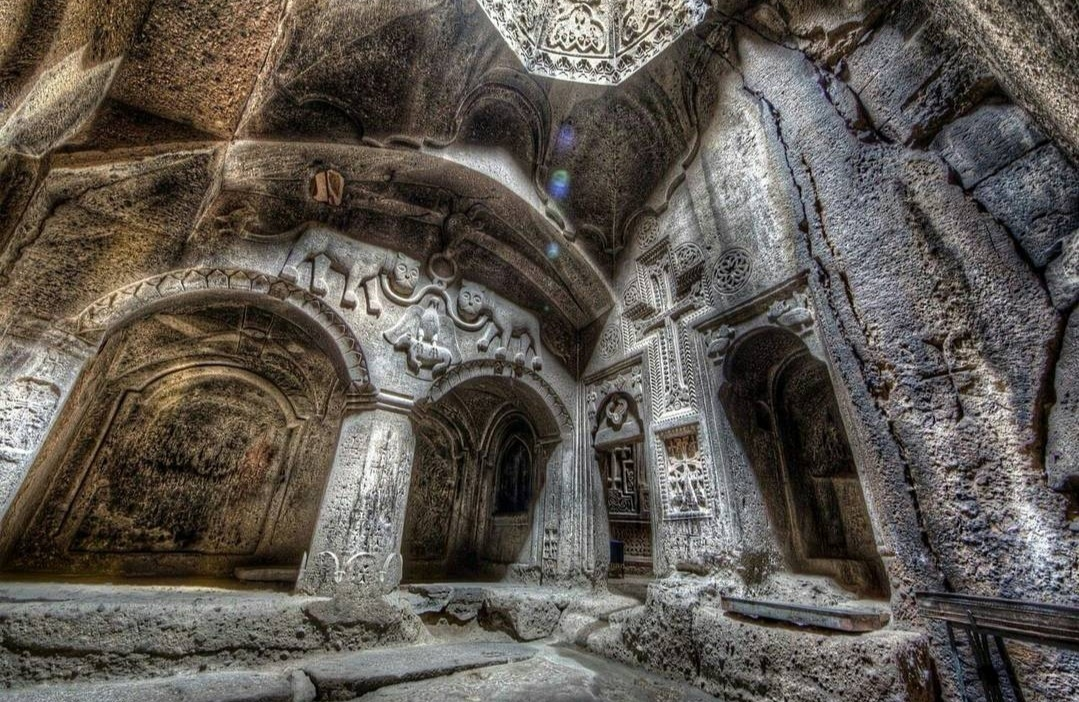
Mausoleo del Principe Prosh Khaghbakian

Nel Mausoleo, costruito nel 1283, le tombe sono dietro gli archi gemelli mentre l'ingresso alla cappella Proshyan è a destra.
Dopo che Prosh Khaghbakian acquisì il monastero dagli Zakarid, lo trasformò nel monastero e mausoleo della famiglia Proshyan. Il sepolcro e la seconda chiesa rupestre di Astvatsatsin, situata a est di Avazan, furono scavati nel 1283, presumibilmente dallo stesso Galdzak. A questi si accede anche attraverso il gavit. Lo "zhamatun principale" è una camera approssimativamente quadrata tagliata nella roccia, con rilievi profondamente incisi nelle pareti. Interessante è un altorilievo piuttosto primitivo sulla parete settentrionale, sopra gli archi. Al centro c'è una testa di ariete con una catena tra le fauci; La catena è avvolta intorno al collo di due leoni con la testa rivolta verso lo spettatore. Al posto dei ciuffi della coda ci sono teste di draghi rivolti verso l'alto, immagini simboliche che risalgono ai tempi pagani. Tra i leoni e sotto la catena c'è un'aquila con le ali socchiuse e un agnello tra gli artigli. Questo è probabilmente lo stemma dei principi Proshian.
I rilievi della parete orientale non sono meno pittoreschi. Gli ingressi a una piccola cappella e alla chiesa di Astvatsatsin hanno fasce rettangolari collegate da due croci in rilievo. Sui portali della cappella sono incise delle sirene (uccelli fantasiosi simili ad arpie con teste coronate di donne) e sulle pareti della chiesa compaiono figure umane con i gomiti piegati, che indossano lunghi abiti e hanno nimi intorno alla testa. Si tratta probabilmente di membri della famiglia principesca che fece costruire queste strutture. Nel suo pavimento ci sono volte sepolcrali.

### Cappella di Proshyan (1283)

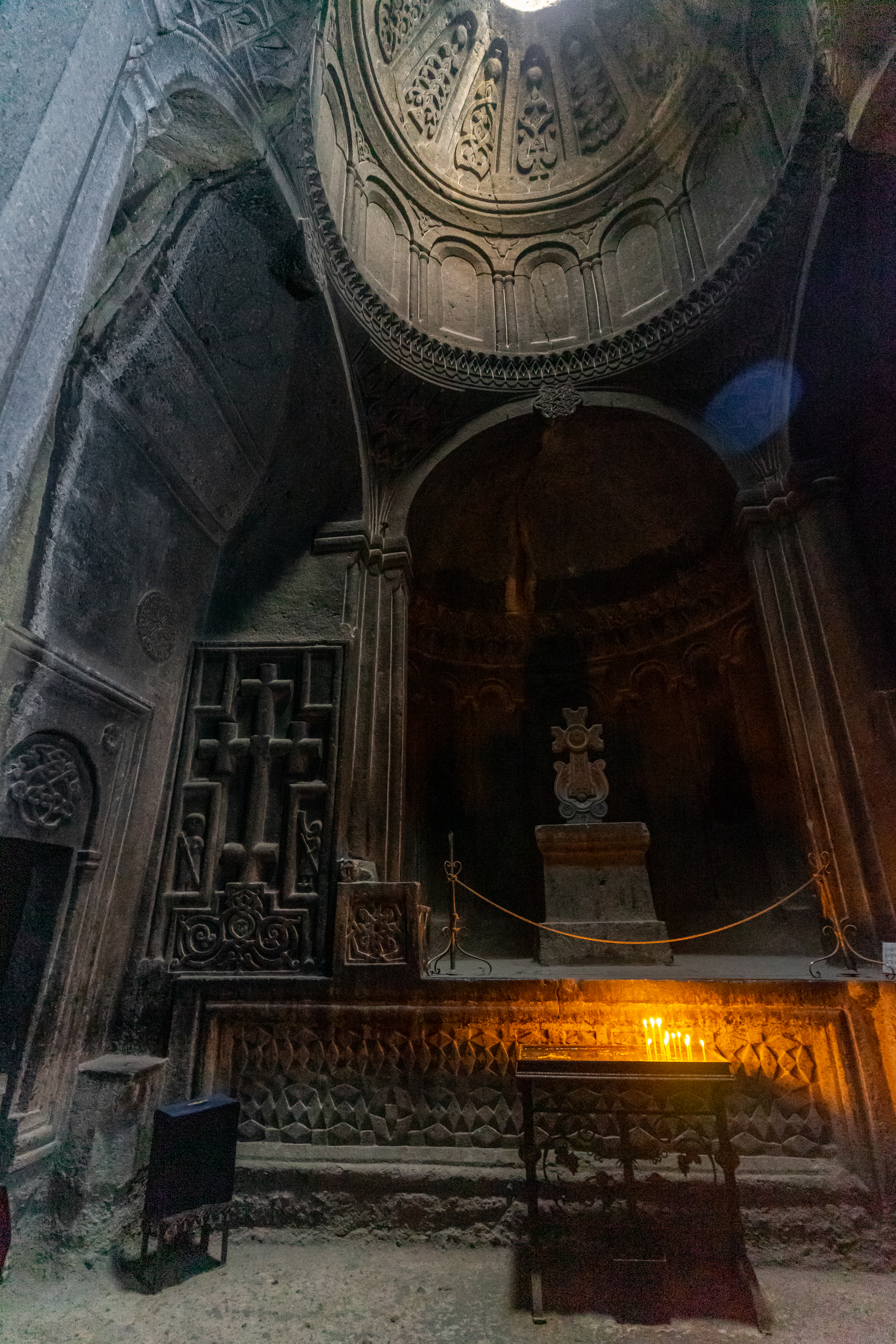
La Cappella dei Proshyans scavata nella roccia.

La tomba scavata nella roccia, voluta dal principe Prosh nel 1283, dà accesso alla seconda chiesa scavata nella roccia, la "Cappella dei Proshians". È a pianta cruciforme. Gli angoli sono curvi e il tamburo è fiancheggiato da semicolonne alternate a finestre cieche. La cupola è decorata, con un'apertura circolare al centro. Le pareti presentano decorazioni a rilievo raffiguranti animali, guerrieri, croci e motivi floreali.
Oltre alle stalattiti a forma di trifogli e quadrifogli, la decorazione della chiesa di Astvatsatsin presenta ornamenti di rosette e varie figure geometriche. La parete frontale del palco dell'altare è decorata con un motivo di quadrati e rombi. Una rappresentazione realistica di una capra si trova in fondo alla scala dell'altare. Figure maschili si trovano su un khachkar a sinistra dell'abside dell'altare. L'uomo con un bastone nella mano destra e nello stesso atteggiamento delle figure sul portale potrebbe essere il principe Prosh, uno dei fondatori della chiesa. Un'altra figura, che tiene una lancia nella mano sinistra, con la punta rivolta verso il basso, e che soffia un corno sollevato, è raffigurata quasi di profilo.

### Cappella di San Gregorio Illuminatore
La cappella di San Gregorio Illuminatore, precedentemente chiamata cappella di Santa Maria, venne costruita nel 1177. Essa si trova un centinaio di metri oltre l'entrata del monastero, in parte scavata nella roccia. La pianta dell'edificio, con ogni probabilità venne influenzata dalla forma delle caverne che si trovavano dove essa è poi stata costruita. La cappella è rettangolare con un'abside a ferro di cavallo, e sui lati di essa si trovano vari passaggi scavati nella roccia.
Tracce di intonaco con resti di affreschi indicano che in passato le mura interne della cappella erano affrescate. Nei muri esterni sono presenti numerosi khachkar con diversi ornamenti, e alcuni sono scolpiti anche nelle rocce vicino alla cappella.

## Galleria d'immagini

Vista generale
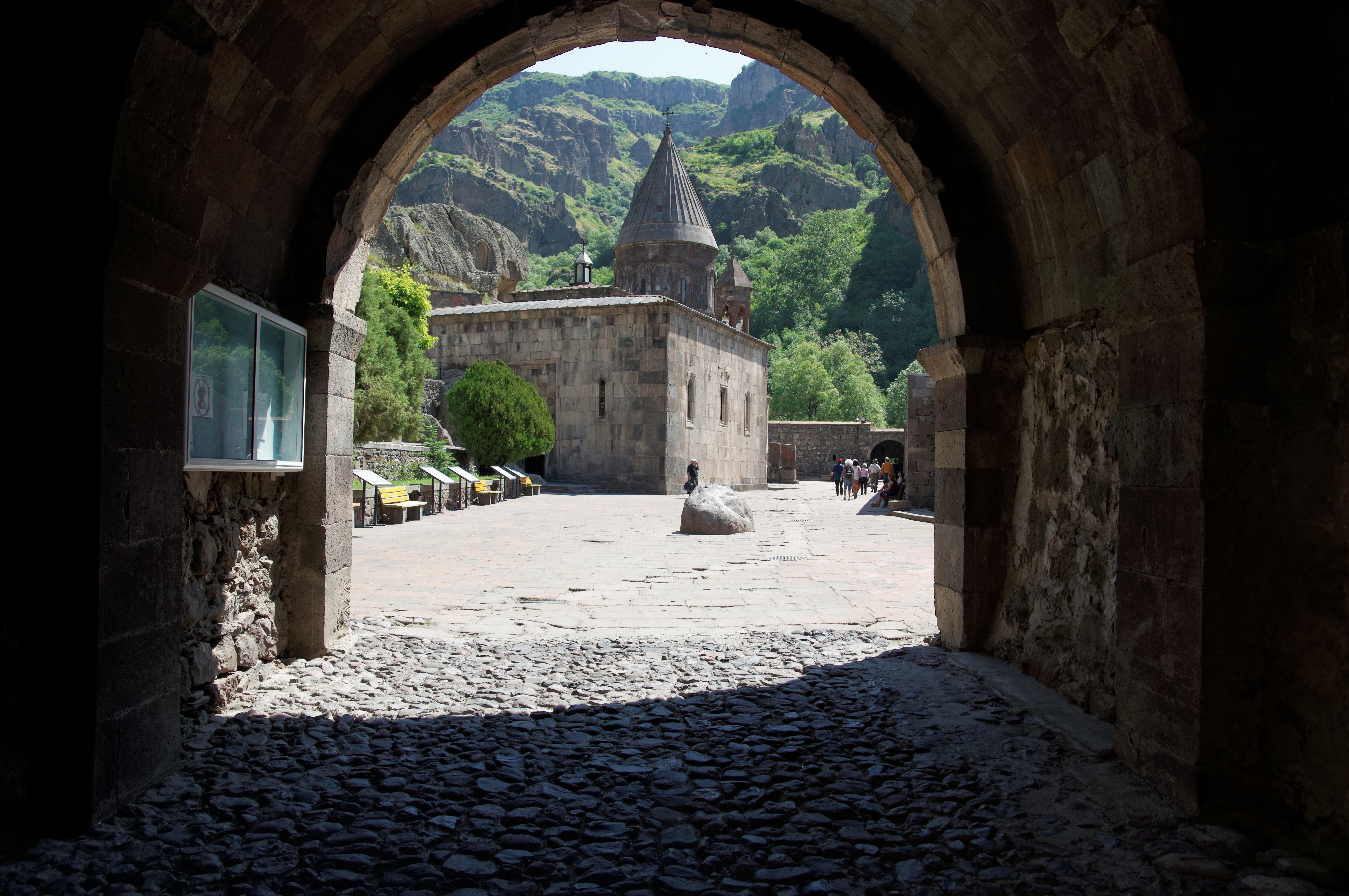
Entrata
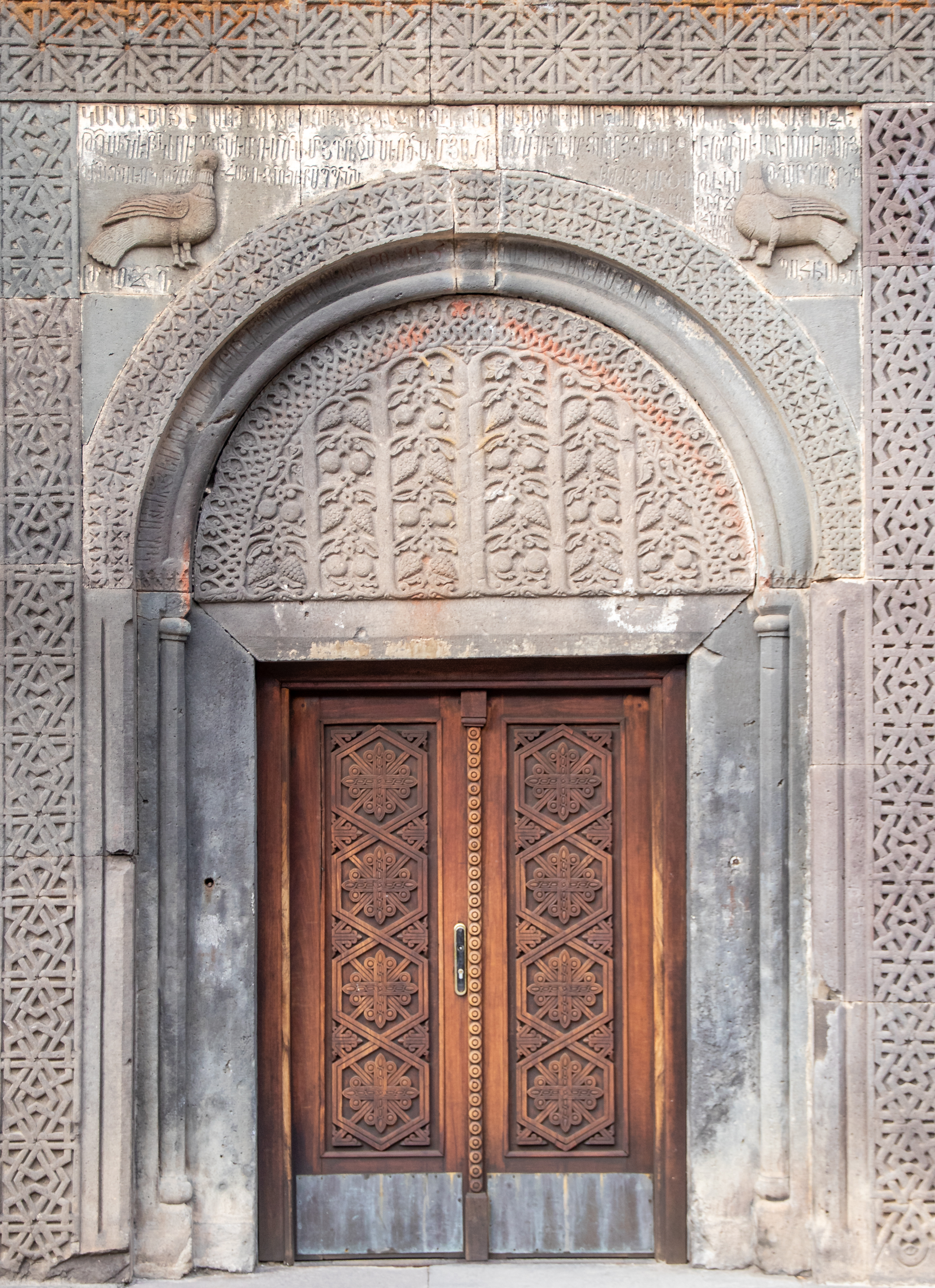
Il portale di S. Astvatsatsin
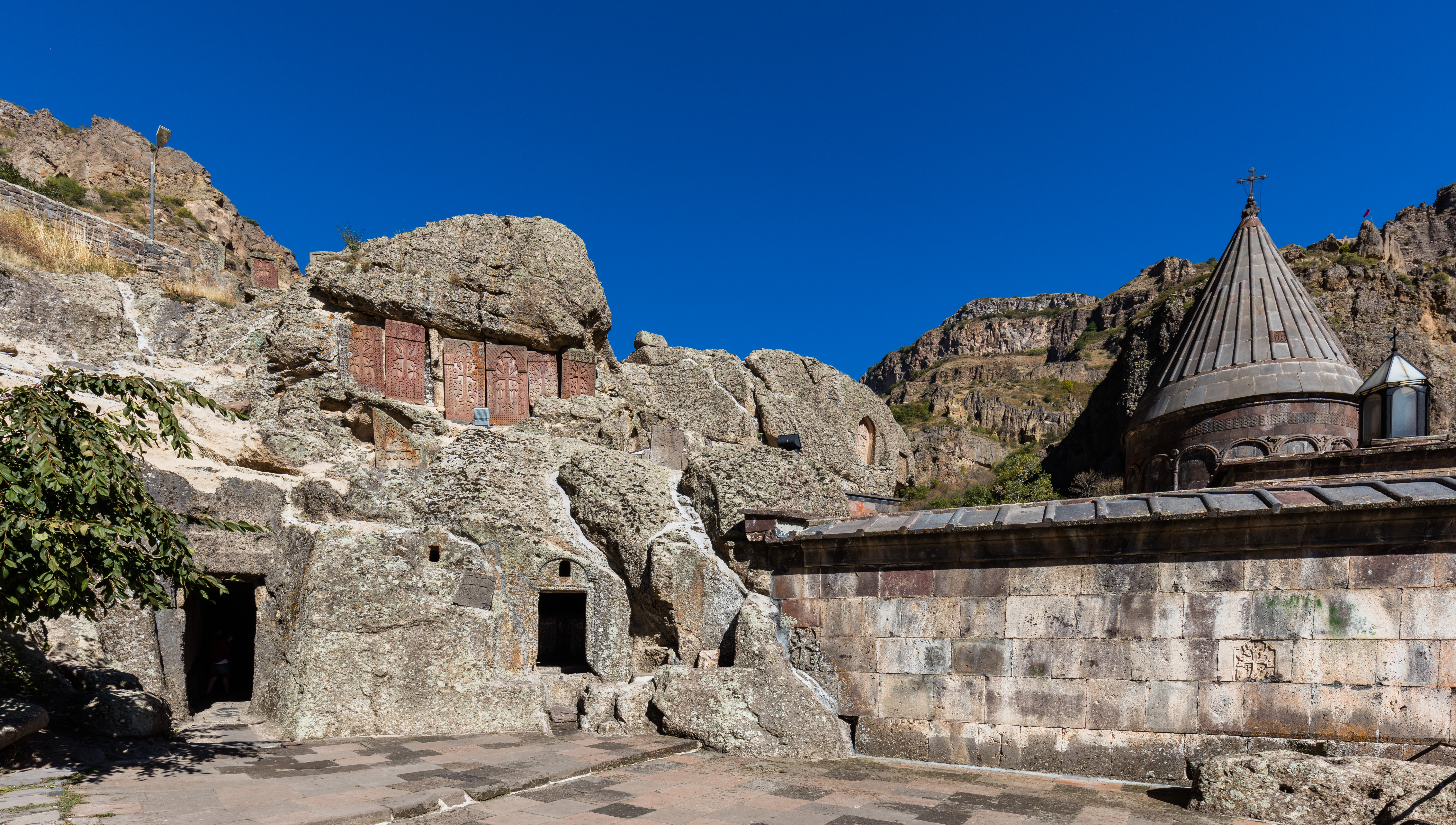
Khachkar negli affioramenti rocciosi
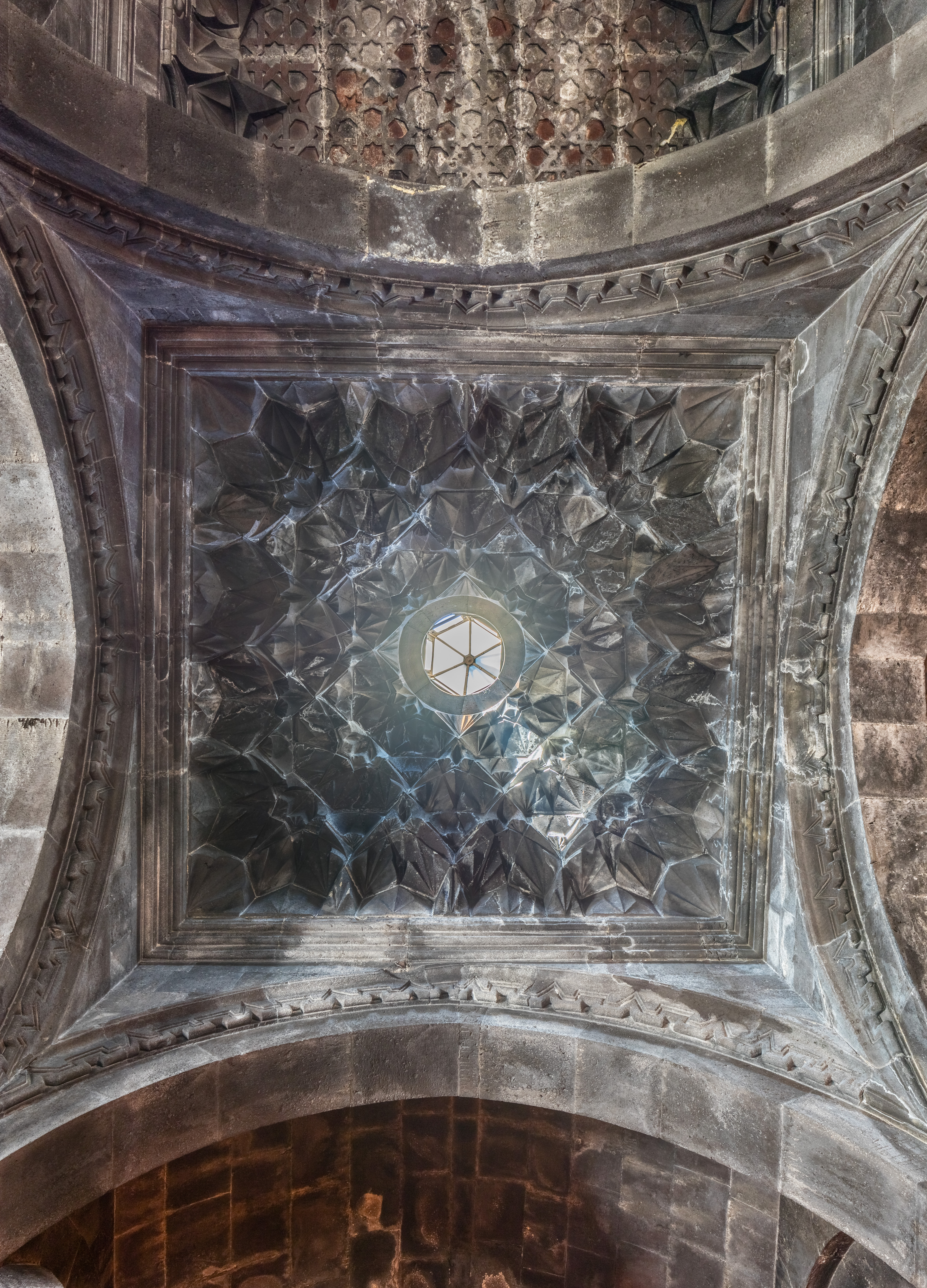
Crociera della chiesetta del Avazan ("serbatoio")
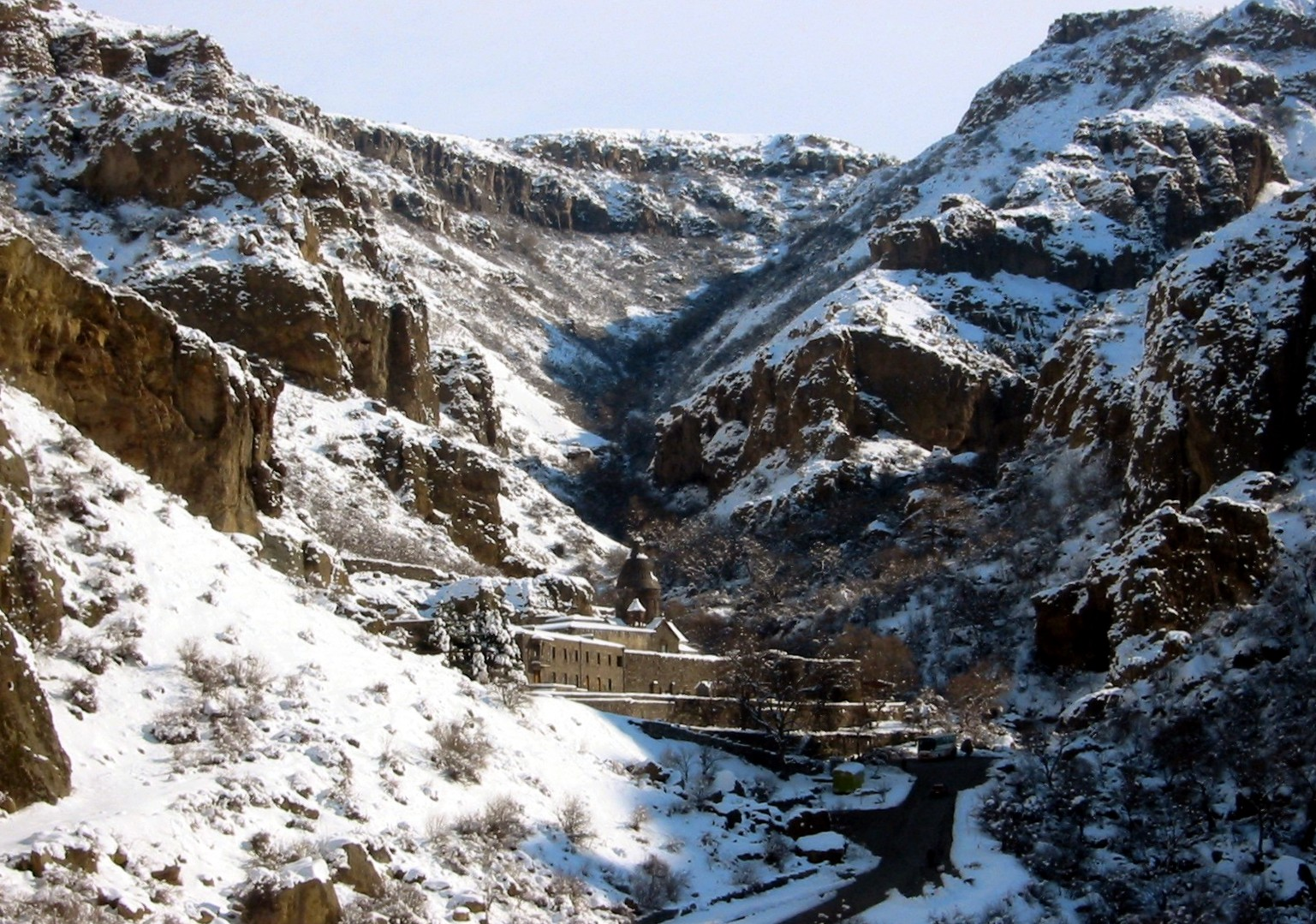
Geghard sotto la neve